# Adolf Seger
Adolf Seger (ur. 2 lutego 1945 we Fryburgu Bryzgowijskim) – zachodnioniemiecki zapaśnik walczący w stylu wolnym. Dwukrotny olimpijczyk. Brązowy medalista z Monachium 1972 i Montrealu 1976. Startował w kategoriach 74–82 kg. Ośmiokrotny uczestnik mistrzostw świata. Mistrz w 1975 i 1977. Siedem razy stawał na podium mistrzostw Europy, na najwyższym stopniu w 1972, 1973 i 1976.

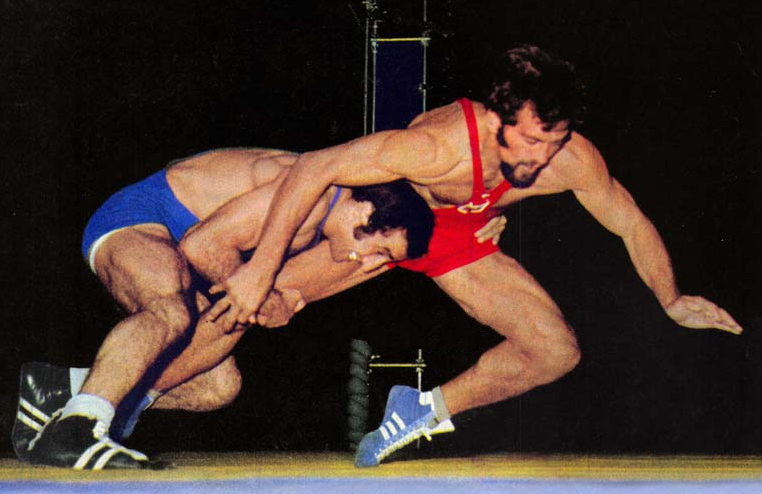
Adolf Seger (czerwony) 1973

Zdobył dziesięć tytułów mistrza Niemiec w latach: 1971-1980.
- Turniej w Monachium 1972 – 74 kg

Wygrał z Kanadyjczykiem Alfredem Wurrem, Kubańczykiem Francisco Lebeque, Jurijem Gusowem z ZSRR, Węgrem Miklósem Urbanovicsem i Mansurem Barzegarem z Iranu. Przegrał ze Szwedem Janem Karlssonem.
- Turniej w Montrealu 1976 – 82 kg

Wygrał z Francuzem André Bouchoulem, Brytyjczykiem Tony Shackladym i Henrykiem Mazurem. Przegrał z Amerykaninem Johnem Petersonem i zawodnikiem radzieckim Wiktorem Nowożyłowem.
Brat Edmunda Segera, zapaśnika i olimpijczyka z Rzymu 1960